# Cirkus Tigerbrand
Cirkus Tigerbrand är en teatergrupp som startades 1990 av Danny Eriksson, Iréne Hededal, Anna Mannerheim, Jan-Ole Nordgaard, Carina Christersdotter, Sebastian Prinz Werner, Henrik Gustafsson, Amanda Sundell och Pernilla Glaser.
Gruppen spelar pjäser för barn och ungdomar i olika åldrar. De har som de själva uttrycker det, "en undersökande och uppsökande teaterverksamhet ur barn- och ungdomsperspektiv. Varför teatergruppen heter "Cirkus" Tigerbrand har ett konstnärligt svar. Det Cirkus Tigerbrand vill säga med namnet är att teater kan vara mer än bara teater, teater är ett stort ämne, som kan anpassas till all personlighet, humor, tårar och alla sorters känslor. Namnet "Tigerbrand" är hämtat ur en dikt av Nils Ferlin.